# Печерський Віктор Анатолійович
Ві́ктор Анато́лійович Пече́рський — лейтенант 3 БрОП Національної гвардії України, учасник російсько-української війни, що загинув під час російського вторгнення в Україну.

## Життєпис
Лейтенант, проходив службу в 3 БрОП Національної гвардії України.
Загинув 7 березня 2022 року в боях з агресором у ході відбиття російського вторгнення в Україну (місце — не уточнено).

## Нагороди
- Орден «За мужність» III ступеня (2022, посмертно) — за особисту мужність і самовіддані дії, виявлені у захисті державного суверенітету та територіальної цілісності України, вірність військовій присязі.